# Leichtathletik-Halleneuropameisterschaften 1996
Die 24. Leichtathletik-Halleneuropameisterschaften fanden vom 8. bis 10. März 1996 in der Stockholm Globe Arena in Stockholm statt. Schweden war zum dritten Mal nach 1974 und 1984 Gastgeberland der Veranstaltung.
Athleten aus 44 Nationen gingen an den Start, und insgesamt 25.000 Zuschauer verfolgten die Wettkämpfe vor Ort. Erstmals bei den Leichtathletik-Halleneuropameisterschaften wurde der Stabhochsprung auch bei den Frauen in das Programm aufgenommen.

## Ergebnisse Männer

### 60 m
| Platz | Athlet               | Land | Zeit (s) |
| ----- | -------------------- | ---- | -------- |
| 1     | Marc Blume           | GER  | 6,62     |
| 2     | Jason John           | GBR  | 6,64     |
| 3     | Peter Karlsson       | SWE  | 6,64     |
| 4     | Charalambos Papadias | GRE  | 6,65     |
| 5     | Patrik Strenius      | SWE  | 6,67     |
| 6     | Kevin Williams       | GBR  | 6,72     |

Finale am 9. März

### 200 m
| Platz | Athlet              | Land | Zeit (s) |
| ----- | ------------------- | ---- | -------- |
| 1     | Erik Wijmeersch     | BEL  | 21,04    |
| 2     | Alexios Alexopoulos | GRE  | 21,05    |
| 3     | Torbjörn Eriksson   | SWE  | 21,07    |
| 4     | Thomas Sbokos       | GRE  | 21,74    |

Finale am 10. März

### 400 m
| Platz | Athlet               | Land | Zeit (s) |
| ----- | -------------------- | ---- | -------- |
| 1     | Du’aine Ladejo       | GBR  | 46,12    |
| 2     | Pierre-Marie Hilaire | FRA  | 46,82    |
| 3     | Ashraf Saber         | ITA  | 46,86    |
| 4     | Julian Voelkel       | GER  | 47,05    |

Finale am 10. März

### 800 m
| Platz | Athlet             | Land | Zeit (min) |
| ----- | ------------------ | ---- | ---------- |
| 1     | Roberto Parra      | ESP  | 1:47,74    |
| 2     | Giuseppe D’Urso    | ITA  | 1:48,04    |
| 3     | Wojciech Kałdowski | POL  | 1:48,40    |
| 4     | Michael Wildner    | AUT  | 1:48,64    |
| 5     | Andrea Longo       | ITA  | 1:49,19    |
|       | Andrés Manuel Díaz | ESP  | DQ         |

Finale am 10. März

### 1500 m
| Platz | Athlet                | Land | Zeit (min) |
| ----- | --------------------- | ---- | ---------- |
| 1     | Mateo Cañellas        | ESP  | 3:44,50    |
| 2     | Anthony Whiteman      | GBR  | 3:44,78    |
| 3     | Abdelkader Chékhémani | FRA  | 3:45,96    |
| 4     | Lukáš Vydra           | CZE  | 3:46,20    |
| 5     | Branko Zorko          | CRO  | 3:46,82    |
| 6     | Peter Philipp         | SUI  | 3:47,55    |
| 7     | Thomas Ebner          | AUT  | 3:47,60    |
| 8     | Andrei Sadoroschny    | RUS  | 3:47,87    |

Finale am 10. März

### 3000 m
| Platz | Athlet               | Land | Zeit (min) |
| ----- | -------------------- | ---- | ---------- |
| 1     | Anacleto Jiménez     | ESP  | 7:50,06    |
| 2     | Christophe Impens    | BEL  | 7:50,19    |
| 3     | Panagiotis Papoulias | GRE  | 7:50,80    |
| 4     | Ovidiu Olteanu       | ROU  | 7:50,94    |
| 5     | Éric Dubus           | FRA  | 7:53,53    |
| 6     | Alberto García       | ESP  | 7:54,57    |
| 7     | Kent Claesson        | SWE  | 7:56,52    |
| 8     | Atiq Naaji           | FRA  | 7:57,42    |

Finale am 10. März

### 60 m Hürden
| Platz | Athlet           | Land | Zeit (s) |
| ----- | ---------------- | ---- | -------- |
| 1     | Igors Kazanovs   | LAT  | 7,59     |
| 2     | Guntis Peders    | LAT  | 7,65     |
| 3     | Jonathan N’Senga | BEL  | 7,66     |
| 4     | Falk Balzer      | GER  | 7,59     |
| 5     | Andrei Kislych   | RUS  | 7,72     |
| 6     | Johan Lisabeth   | BEL  | 7,78     |

Finale am 9. März

### Hochsprung
| Platz | Athlet                | Land | Höhe (m) |
| ----- | --------------------- | ---- | -------- |
| 1     | Dragutin Topić        | YUG  | 2,35     |
| 2     | Leonid Pumalainen     | RUS  | 2,33     |
| 3     | Steinar Hoen          | NOR  | 2,31     |
| 4     | Konstantin Matusevich | ISR  | 2,31     |
| 5     | Jarosław Kotewicz     | POL  | 2,29     |
| 6     | Arturo Ortiz          | ESP  | 2,27     |
| 7     | Jan Janků             | CZE  | 2,24     |
| 8     | Mika Polku            | FIN  | 2,24     |

Finale am 10. März

### Stabhochsprung
| Platz | Athlet              | Land | Höhe (m) |
| ----- | ------------------- | ---- | -------- |
| 1     | Dsmitry Markau      | BLR  | 5,85     |
| 2     | Wiktor Tschistjakow | RUS  | 5,80     |
| 3     | Pjotr Botschkarjow  | RUS  | 5,80     |
| 4     | Peter Widén         | SWE  | 5,70     |
| 5     | Martin Eriksson     | SWE  | 5,70     |
| 6     | Tim Lobinger        | GER  | 5,65     |
| 7     | Nick Buckfield      | GBR  | 5,55     |
| 8     | Alain Andji         | FRA  | 5,45     |
| 8     | Michael Stolle      | GER  | 5,45     |
| 8     | Konstantin Semyonov | ISR  | 5,45     |

Finale am 9. März

### Weitsprung
| Platz | Athlet              | Land | Weite (m) |
| ----- | ------------------- | ---- | --------- |
| 1     | Mattias Sunneborn   | SWE  | 8,06      |
| 2     | Bogdan Țăruș        | ROU  | 8,03      |
| 3     | Spyridon Vasdekis   | GRE  | 8,03      |
| 4     | Gregor Cankar       | SLO  | 8,01      |
| 5     | Aljaksandr Hlawazki | BLR  | 7,97      |
| 6     | Bogdan Tudor        | ROU  | 7,88      |
| 7     | Kirill Sossunow     | RUS  | 7,87      |
| 8     | Juri Naumkin        | RUS  | 7,85      |

Finale am 8. März

### Dreisprung
| Platz | Athlet                    | Land | Weite (m) |
| ----- | ------------------------- | ---- | --------- |
| 1     | Māris Bružiks             | LAT  | 16,97     |
| 2     | Francis Agyepong          | GBR  | 16,93     |
| 3     | Armen Martirosjan         | ARM  | 16,74     |
| 4     | Alexander Asseledtschenko | RUS  | 16,70     |
| 5     | Arne Holm                 | SWE  | 16,60     |
| 6     | Igor Gawrilenko           | RUS  | 16,58     |
| 7     | Ionel Eftemie             | ROU  | 16,50     |
| 8     | Ketill Hanstveit          | NOR  | 16,35     |

Finale am 10. März

### Kugelstoßen
| Platz | Athlet               | Land | Weite (m) |
| ----- | -------------------- | ---- | --------- |
| 1     | Paolo Dal Soglio     | ITA  | 20,50     |
| 2     | Dirk Urban           | GER  | 20,04     |
| 3     | Oliver-Sven Buder    | GER  | 19,91     |
| 4     | Corrado Fantini      | ITA  | 19,79     |
| 5     | Markus Koistinen     | FIN  | 19,72     |
| 6     | Oleksandr Bahatsch   | UKR  | 19,65     |
| 7     | Manuel Martínez      | ESP  | 19,50     |
| 8     | Andrij Nemtschaninow | UKR  | 19,26     |

Finale am 8. März

### Siebenkampf
| Platz | Athlet              | Land | Punkte |
| ----- | ------------------- | ---- | ------ |
| 1     | Erki Nool           | EST  | 6188   |
| 2     | Tomáš Dvořák        | CZE  | 6114   |
| 3     | Jón Arnar Magnússon | ISL  | 6069   |
| 4     | Sebastian Chmara    | POL  | 6016   |
| 5     | Dezső Szabó         | HUN  | 5957   |
| 6     | Sándor Munkácsi     | HUN  | 5899   |
| 7     | Mike Maczey         | GER  | 5887   |
| 8     | Kamil Damašek       | CZE  | 5858   |

9. und 10. März
Der Siebenkampf besteht aus den Disziplinen 60-Meter-Lauf, Weitsprung, Kugelstoßen, Hochsprung, 60-Meter-Hürdenlauf, Stabhochsprung und 1000-Meter-Lauf.

## Ergebnisse Frauen

### 60 m
| Platz | Athletin            | Land | Zeit (s) |
| ----- | ------------------- | ---- | -------- |
| 1     | Ekaterini Thanou    | GRE  | 7,15     |
| 2     | Odiah Sidibé        | FRA  | 7,25     |
| 3     | Jerneja Perc        | SLO  | 7,28     |
| 4     | Natalja Mersljakowa | RUS  | 7,29     |
| 5     | Alenka Bikar        | SLO  | 7,32     |
| 6     | Éva Barati          | HUN  | 7,44     |

Finale am 9. März

### 200 m
| Platz | Athletin         | Land | Zeit (s) |
| ----- | ---------------- | ---- | -------- |
| 1     | Sandra Myers     | ESP  | 23,15    |
| 2     | Erika Suchovská  | CZE  | 23,16    |
| 3     | Slatka Georgiewa | BUL  | 23,40    |
| 4     | Alenka Bikar     | SLO  | 23,68    |

Finale am 10. März

### 400 m
| Platz | Athletin            | Land | Zeit (s) |
| ----- | ------------------- | ---- | -------- |
| 1     | Grit Breuer         | GER  | 50,81    |
| 2     | Olga Kotljarowa     | RUS  | 51,70    |
| 3     | Tatjana Tschebykina | RUS  | 51,71    |
| 4     | Ionela Târlea       | ROU  | 52,90    |

Finale am 10. März

### 800 m
| Platz | Athletin                | Land | Zeit (min) |
| ----- | ----------------------- | ---- | ---------- |
| 1     | Patricia Djaté-Taillard | FRA  | 2:01,71    |
| 2     | Stella Jongmans         | NED  | 2:01,88    |
| 3     | Swetlana Masterkowa     | RUS  | 2:02,86    |
| 4     | Ludmila Formanová       | CZE  | 2:03,47    |
| 5     | Stephanie Graf          | AUT  | 2:04,76    |
| 6     | Ella Kovacs             | ROU  | 2:05,39    |

Finale am 10. März

### 1500 m
| Platz | Athletin               | Land | Zeit (min) |
| ----- | ---------------------- | ---- | ---------- |
| 1     | Carla Sacramento       | POR  | 4:08,95    |
| 2     | Jekaterina Podkopajewa | RUS  | 4:09,65    |
| 3     | Małgorzata Rydz        | POL  | 4:10,50    |
| 4     | Catalina Ghiorgiu      | ROU  | 4:10,56    |
| 5     | Theresia Kiesl         | AUT  | 4:12,61    |
| 6     | Sylvia Kühnemund       | GER  | 4:13,34    |
| 7     | Frédérique Quentin     | FRA  | 4:13,92    |
| 8     | Simona Ionescu         | ROU  | 4:16,19    |

Finale am 10. März

### 3000 m
| Platz | Athletin                | Land | Zeit (min) |
| ----- | ----------------------- | ---- | ---------- |
| 1     | Fernanda Ribeiro        | POR  | 8:39,49    |
| 2     | Sara Wedlund            | SWE  | 8:50,32    |
| 3     | Marta Domínguez         | ESP  | 8:53,34    |
| 4     | Blandine Bitzner-Ducret | FRA  | 8:54,86    |
| 5     | Marija Pantjuchowa      | RUS  | 8:55,40    |
| 6     | Luminita Gogirlea       | ROU  | 8:56,29    |
| 7     | Roberta Brunet          | ITA  | 8:57,66    |
| 8     | Elisa Rea               | ITA  | 8:59,23    |

Finale am 9. März

### 60 m Hürden
| Platz | Athletin              | Land | Zeit (s) |
| ----- | --------------------- | ---- | -------- |
| 1     | Patricia Girard       | FRA  | 7,89     |
| 2     | Brigita Bukovec       | SLO  | 7,90     |
| 3     | Monique Tourret       | FRA  | 8,09     |
| 4     | María José Mardomingo | ESP  | 8,15     |
| 5     | Anne Piquereau        | FRA  | 8,25     |
| 6     | Caren Jung            | GER  | 9,87     |

Finale am 10. März

### Hochsprung
| Platz | Athletin          | Land | Höhe (m) |
| ----- | ----------------- | ---- | -------- |
| 1     | Alina Astafei     | GER  | 1,98     |
| 2     | Niki Bakogianni   | GRE  | 1,96     |
| 3     | Olga Bolşova      | MDA  | 1,94     |
| 4     | Nelė Žilinskienė  | LTU  | 1,94     |
| 5     | Monica Iagăr      | ROU  | 1,94     |
| 6     | Kajsa Bergqvist   | SWE  | 1,92     |
| 7     | Natalja Golodnowa | RUS  | 1,89     |
| 8     | Pia Zinck         | DEN  | 1,89     |
| 8     | Alica Javadová    | SVK  | 1,89     |

Finale am 10. März

### Stabhochsprung
| Platz | Athletin             | Land | Höhe (m) |
| ----- | -------------------- | ---- | -------- |
| 1     | Vala Flosadóttir     | ISL  | 4,16     |
| 2     | Christine Adams      | GER  | 4,05     |
| 3     | Gabriela Mihalcea    | ROU  | 4,05     |
| 4     | Daniela Köpernick    | GER  | 3,95     |
| 5     | Andrea Müller        | GER  | 3,95     |
| 6     | Daniela Bártová      | CZE  | 3,95     |
| 7     | Anschela Balachonowa | UKR  | 3,85     |
| 8     | Anita Tomulevski     | NOR  | 3,85     |

Finale am 8. März

### Weitsprung
| Platz | Athletin            | Land | Weite (m) |
| ----- | ------------------- | ---- | --------- |
| 1     | Renata Nielsen      | DEN  | 6,76      |
| 2     | Jelena Sintschukowa | RUS  | 6,75      |
| 3     | Claudia Gerhardt    | GER  | 6,74      |
| 4     | Iwa Prandschewa     | BUL  | 6,73      |
| 5     | Ljudmila Ninova     | AUT  | 6,65      |
| 6     | Heli Koivula        | FIN  | 6,55      |
| 7     | Nina Perewedenzewa  | RUS  | 6,53      |
| 8     | Denise Lewis        | GBR  | 6,42      |

Finale am 10. März

### Dreisprung
| Platz | Athletin         | Land | Weite (m) |
| ----- | ---------------- | ---- | --------- |
| 1     | Iwa Prandschewa  | BUL  | 14,54     |
| 2     | Šárka Kašpárková | CZE  | 14,50     |
| 3     | Olga Vasdeki     | GRE  | 14,30     |
| 4     | Natalja Kajukowa | RUS  | 14,22     |
| 5     | Virge Naeris     | EST  | 14,05     |
| 6     | Olena Howorowa   | UKR  | 13,85     |
| 7     | Monica Toth      | ROU  | 13,78     |
| 8     | Cristina Nicolau | ROU  | 13,68     |

Finale am 9. März

### Kugelstoßen
| Platz | Athletin              | Land | Weite (m) |
| ----- | --------------------- | ---- | --------- |
| 1     | Astrid Kumbernuss     | GER  | 19,79     |
| 2     | Irina Chudoroschkina  | RUS  | 19,07     |
| 3     | Valentina Fedjuschina | UKR  | 18,90     |
| 4     | Judy Oakes            | GBR  | 18,72     |
| 5     | Nadine Kleinert       | GER  | 18,10     |
| 6     | Martina de la Puente  | ESP  | 17,04     |
| 7     | Nataša Erjavec        | SLO  | 16,96     |
| 8     | Margarita Ramos       | ESP  | 16,53     |

Finale am 9. März

### Fünfkampf
| Platz | Athletin           | Land | Punkte |
| ----- | ------------------ | ---- | ------ |
| 1     | Jelena Lebedenko   | RUS  | 4685   |
| 2     | Urszula Włodarczyk | POL  | 4597   |
| 3     | Irina Wostrikowa   | RUS  | 4545   |
| 4     | Mona Steigauf      | GER  | 4540   |
| 5     | Tiia Hautala       | FIN  | 4450   |
| 6     | Karin Specht       | GER  | 4403   |
| 7     | Nathalie Teppe     | FRA  | 4379   |
| 8     | Liliana Năstase    | ROU  | 4366   |

9. März
Der Fünfkampf besteht aus den Disziplinen 60-Meter-Hürdenlauf, Hochsprung, Kugelstoßen, Weitsprung und 800-Meter-Lauf.

## Medaillenspiegel
| Medaillenspiegel Endstand nach 26 Entscheidungen | Medaillenspiegel Endstand nach 26 Entscheidungen | Medaillenspiegel Endstand nach 26 Entscheidungen | Medaillenspiegel Endstand nach 26 Entscheidungen | Medaillenspiegel Endstand nach 26 Entscheidungen | Medaillenspiegel Endstand nach 26 Entscheidungen |
| Platz                                            | Land                                             | Gold                                             | Silber                                           | Bronze                                           | Gesamt                                           |
| ------------------------------------------------ | ------------------------------------------------ | ------------------------------------------------ | ------------------------------------------------ | ------------------------------------------------ | ------------------------------------------------ |
| 1                                                | Deutschland                                      | 4                                                | 2                                                | 2                                                | 8                                                |
| 2                                                | Spanien                                          | 4                                                | –                                                | 1                                                | 5                                                |
| 3                                                | Frankreich                                       | 2                                                | 2                                                | 2                                                | 6                                                |
| 4                                                | Lettland                                         | 2                                                | 1                                                | –                                                | 3                                                |
| 5                                                | Portugal                                         | 2                                                | –                                                | –                                                | 2                                                |
| 6                                                | Russland                                         | 1                                                | 6                                                | 4                                                | 11                                               |
| 7                                                | Vereinigtes Königreich                           | 1                                                | 3                                                | –                                                | 4                                                |
| 8                                                | Griechenland                                     | 1                                                | 2                                                | 3                                                | 6                                                |
| 9                                                | Schweden                                         | 1                                                | 1                                                | 2                                                | 4                                                |
| 10                                               | Belgien                                          | 1                                                | 1                                                | 1                                                | 3                                                |
| 10                                               | Italien                                          | 1                                                | 1                                                | 1                                                | 3                                                |
| 12                                               | Bulgarien                                        | 1                                                | –                                                | 1                                                | 2                                                |
| 12                                               | Island                                           | 1                                                | –                                                | 1                                                | 2                                                |
| 14                                               | Dänemark                                         | 1                                                | –                                                | –                                                | 1                                                |
| 14                                               | Estland                                          | 1                                                | –                                                | –                                                | 1                                                |
| 14                                               | BR Jugoslawien                                   | 1                                                | –                                                | –                                                | 1                                                |
| 14                                               | Belarus                                          | 1                                                | –                                                | –                                                | 1                                                |
| 18                                               | Tschechien                                       | –                                                | 3                                                | –                                                | 3                                                |
| 19                                               | Polen                                            | –                                                | 1                                                | 2                                                | 3                                                |
| 20                                               | Slowenien                                        | –                                                | 1                                                | 1                                                | 2                                                |
| 20                                               | Rumänien                                         | –                                                | 1                                                | 1                                                | 2                                                |
| 22                                               | Niederlande                                      | –                                                | 1                                                | –                                                | 1                                                |
| 23                                               | Armenien                                         | –                                                | –                                                | 1                                                | 1                                                |
| 23                                               | Moldau                                           | –                                                | –                                                | 1                                                | 1                                                |
| 23                                               | Norwegen                                         | –                                                | –                                                | 1                                                | 1                                                |
| 23                                               | Ukraine                                          | –                                                | –                                                | 1                                                | 1                                                |